# هال فورمان
هال فورمان (بالإنجليزية: Hal Furman)‏ هو عضو مجموعة ضغط أمريكي، ولد في 2 يونيو 1955 في دنفر في الولايات المتحدة.